# William Hart Dyke
William Hart Dyke (7 août 1837 - 3 juillet 1931) est un homme politique conservateur anglais et un pionnier du tennis.

## Jeunesse et éducation
Il est le deuxième fils de Percival Hart Dyke, 6e baronnet et Elizabeth Wells, Hart Dyke et fait ses études à Windlesham House School, Harrow School et Christ Church, Oxford . Il est diplômé MA en 1864 . Il est décrit comme "l'un des meilleurs joueurs de raquettes amateurs de son époque". En 1862, il remporte les Championnats du monde de raquettes contre un joueur professionnel (Francis Erwood) au Prince's Club, qui est l'ancien siège des raquettes . En 1873, il joue au tennis sur gazon dans un match précoce important avec John Moyer Heathcote et Julian Marshall à son domicile de Lullingstone Castle. En 1875, avec Heathcote, il est membre du comité du Marylebone Cricket Club qui définit l'ensemble des règles originales du tennis .

## Carrière politique

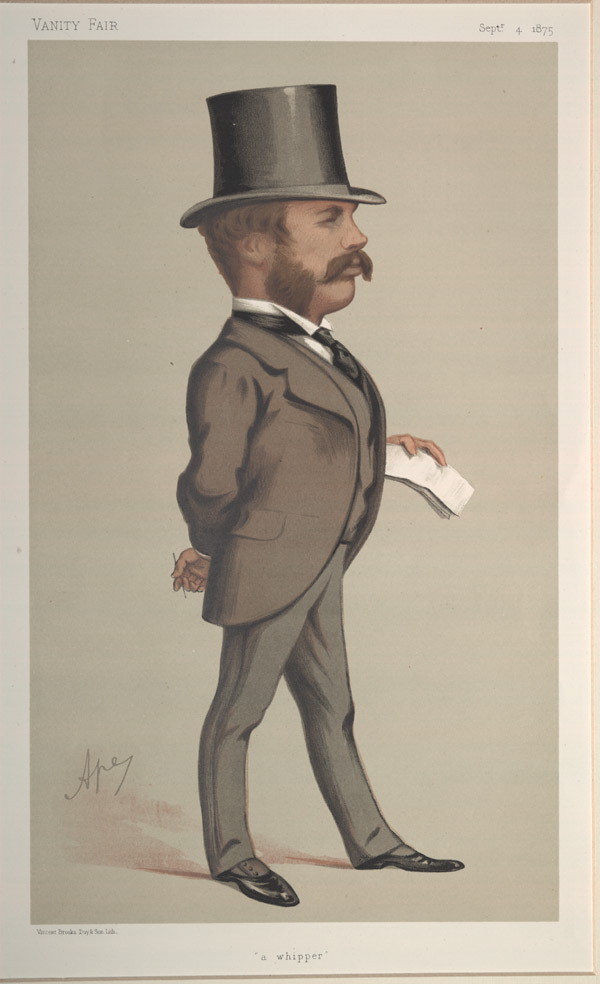
"Un fouet". Caricature d'Ape publiée dans Vanity Fair en 1875.

Hart Dyke est député conservateur de West Kent entre 1865 et 1868, de Mid Kent entre 1868 et 1885 et de Dartford entre 1885 et 1906. Il est whip conservateur de 1868 à 1874 et occupe des fonctions ministérielles sous Benjamin Disraeli comme secrétaire parlementaire du Trésor de 1874 à 1880 et sous Lord Salisbury comme secrétaire en chef pour l'Irlande de 1885 à 1886 et comme vice-président du comité du Conseil de l'éducation de 1887 à 1892. Il succède à son père comme baronnet en 1875 et est nommé conseiller privé en 1880.

## Famille
Hart Dyke épouse Emily Caroline Montague, fille de John Montagu (7e comte de Sandwich), en 1870. Il est décédé en juillet 1931, à l'âge de 93 ans ; son épouse ne survit à son mari que d'un mois et est décédée en août 1931. Leur quatrième et unique fils survivant, Oliver, succède à son père comme baronnet : de 1922 à 1944, il est marié à Zoe Dyke née Bond (en), experte dans la culture du ver à soie.